# Edred John Henry Corner
Edred John Henry Corner, känd som E. J. H. Corner, född 12 januari 1906 i London, död 14 september 1996 i Cambridge, var en engelsk botaniker och mykolog. Han tjänstgjorde som biträdande direktör vid botaniska trädgården i Singapore (1926–1946) och professor för tropisk botanik vid Universitetet i Cambridge (1965–1973). År 1955 blev Corner invald som ledamot av Royal Society i London.
Auktorsnamnet Corner kan användas för Edred John Henry Corner i samband med ett vetenskapligt namn inom botaniken; se Wikipediaartiklar som länkar till auktorsnamnet.